# União das Freguesias de Padreiro (Salvador e Santa Cristina)
Die União das Freguesias de Padreiro (Salvador e Santa Cristina) ist eine portugiesische Gemeinde (Freguesia) im Kreis (Concelho) Arcos de Valdevez im Nordwesten Portugals.

## Geschichte
Die Gemeinde entstand im Zuge der Gebietsreform vom 29. September 2013 durch die Zusammenlegung der ehemaligen Gemeinden Salvador de Padreiro und Santa Cristina de Padreiro. Salvador wurde Sitz der neuen Verwaltung.

## Demographie
|  | Padreiro (Salvador e Santa Cristina) | 349 | 4,43 |                            |     |      |
|  | Padreiro (Salvador e Santa Cristina) | 349 | 4,43 | Salvador de Padreiro       | 301 | 2,05 |
|  | Padreiro (Salvador e Santa Cristina) | 349 | 4,43 | Santa Cristina de Padreiro | 76  | 2,37 |